# Liste der Pfarren im Dekanat Purkersdorf
Das Dekanat Purkersdorf ist ein Dekanat im Vikariat Unter dem Wienerwald der römisch-katholischen Erzdiözese Wien.

## Pfarren mit Kirchengebäuden und Kapellen
| Pfarre (Ort)                        | Pfarrverband      | Ink.               | Seit               | Patrozinium'                  | Kirchengebäude und Kapellen                                                                                         | Bild                    |
| ----------------------------------- | ----------------- | ------------------ | ------------------ | ----------------------------- | --- | ----------------------- |
| Gablitz                             | Gablitz-Mauerbach |                    | 1937               | St. Laurentius                | Pfarrkirche Gablitz Filialkirche Hannabaum, Kapelle im Marienheim Gablitz                                           | Pfarrkirche Gablitz     |
| Maria Rast (in Mauerbach-Steinbach) | Gablitz-Mauerbach |                    | 1991 (1. Ki. 1937) | Maria Königin                 | Maria-Rast-Kirche Steinbach                                                                                         | Kirche Maria Rast       |
| Mauerbach                           | Gablitz-Mauerbach |                    | 1285               | Mariä Himmelfahrt             | Pfarrkirche Mauerbach Kapelle in Hainbuch                                                                           | Pfarrkirche Mauerbach   |
| Pressbaum                           | Purkersdorf West  |                    | 1783               | Allerheiligste Dreifaltigkeit | Pfarrkirche Pressbaum Filialkirche Rekawinkel, Kapelle Hlst. Herz Jesu, Kapelle Norbertinum                         | Pfarrkirche Pressbaum   |
| Purkersdorf                         | Wienerwald-Mitte  |                    | vor 1331           | St. Jakob der Ältere          | Pfarrkirche Purkersdorf Hubertuskapelle Purkersdorf, Marienkapelle Purkersdorf, Kapelle im Seniorenzentrum SeneCura | Pfarrkirche Purkersdorf |
| Tullnerbach                         | Wienerwald-Mitte  |                    | 1942               | Maria Schnee                  | Pfarrkirche Irenental Filialkirche Maria im Wienerwald, Kapelle im Haus zum frohen Lebensabend                      | Pfarrkirche Tullnerbach |
| Wolfsgraben                         | Wienerwald-Mitte  | Kalasantiner (COP) | 1935               | Heiligstes Herz Jesu          | Pfarrkirche Wolfsgraben                                                                                             | Pfarrkirche Wolfsgraben |

## Dekanat Purkersdorf
Das Dekanat umfasst acht Pfarren und 16.000 Katholiken.
Diözesaner Entwicklungsprozess
Am 29. November 2015 wurden für alle Pfarren der Erzdiözese Wien Entwicklungsräume definiert. Die Pfarren sollen in den Entwicklungsräumen stärker zusammenarbeiten, Pfarrverbände oder Seelsorgeräume bilden. Am Ende des Prozesses sollen aus den Entwicklungsräumen neue Pfarren entstehen. Im Dekanat Purkersdorf wurden folgende Entwicklungsräume festgelegt:
- Gablitz, Maria Rast und Mauerbach
- Pressbaum und Rekawinkel
- Purkersdorf, Tullnerbach und Wolfsgraben

Die Pfarrkirche Rekawinkel wurde 2024 zur Filiale von Pressbaum.

## Dechanten
- Dr. Marcus König